# Jakub III Cypryjski
Jakub III Cypryjski (ur. 28 sierpnia 1473, zm. 26 sierpnia 1474) – król Cypru.
Był jedynym synem Jakuba II i Katarzyny Cornaro. Zmarł w wieku niemowlęcym pozostawiając matkę samodzielnie na tronie. Pochowany w katedrze w Famaguście. Jego śmierć umożliwiła Wenecjanom przejęcie kontroli nad Cyprem.